# Pedra-pomes

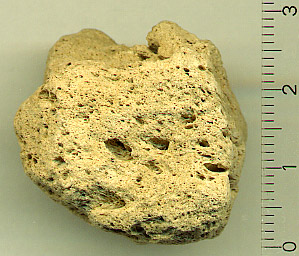
Espécime de pedra-pomes muito porosa do vulcão de Teide, Tenerife, ilhas Canárias. A densidade da amostra é de aproximadamente 0,25 g/cm^{3} (escala em centímetros).

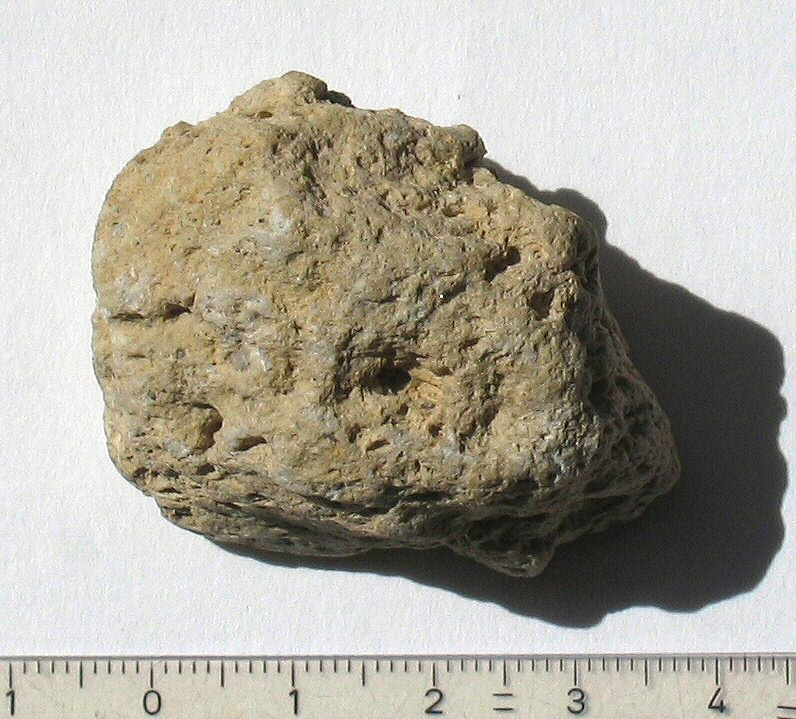
Fragmento de pedra-pomes de Santorini.

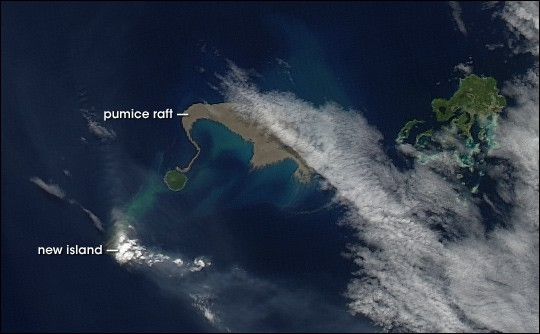
Jangada de pedra-pomes próximo das ilhas Tonga, no Oceano Pacífico (imagem do NASA Earth Observatory, baseado em dados do Moderate-Resolution Imaging Spectroradiometer Rapid Response System, Goddard Space Flight Center).

Pedra-pomes (do lat. pūmex, pūmicis m.), ou púmice, é uma rocha vulcânica produzida quando na fase de ejecção os gases contidos na lava formam um coloide com os materiais em fusão. Por arrefecimento, este coloide, uma verdadeira espuma de rocha em fusão, solidifica sob a forma de uma rocha vítrea esponjosa de muito baixa densidade, com superfície áspera e abrasiva e textura profusamente vesicular (em geral microvesicular). Embora possa conter material cristalino disperso, é essencialmente constituída por vidro vulcânico, predominantemente de coloração clara (leucocrática). Quando reduzida a um granulado fino, como cinzas durante a erupção ou por processos industriais para utilização como abrasivo, é designada por pumicite. A pedra-pomes é o menos denso de todos os piroclastos, sendo comum ter densidade inferior à da água, o que a transforma numa rocha que flutua. Nos Açores, onde estes materiais são extremamente comuns, são em geral designados por bagacina-branca para os distinguir das escórias basálticas, de coloração escura e muito mais densas, que formam os lapilli designados por bagacinas.

## Formação
A pedra-pomes é formada quando lava superaquecida e altamente pressurizada é violentamente ejectada de um vulcão. A configuração espumosa da pedra-pomes, incomum entre as rochas, resulta da ocorrência em simultâneo de um rápido arrefecimento e de uma rápida despressurização dos materiais ejectados. A despressurização cria bolhas devido à redução da solubilidade dos gases contidos na lava (incluindo vapor de água e CO2), fazendo com que os gases sofram uma rápida exsolução (como ocorre com as bolhas de CO2 que aparecem quando uma bebida gaseificada é aberta). O arrefecimento e despressurização simultâneos congelam as bolhas numa matriz vítrea esponjosa.
Em consequência de a formação e preservação das vesículas depender desse mecanismo de arrefecimento e exsolução rápidos, a pedra-pomes apenas se forma durante eventos vulcânicos explosivos, quando lava líquida rica em gases vulcânicos é projectada, formando pedaços de espuma constituídos por material lávico recheado por bolhas de gás que aumentam rapidamente de volume com a redução da pressão, aquando da saída da lava para a atmosfera. Estas bolhas são mantidas na rocha formada, como que congeladas pelo rápido arrefecimento da lava, transformando cada fragmento num clasto repleto de muitos milhões de bolhas de dimensão variável, a maior parte das quais sub-microscópicas e microscópicas (daí a textura resultante ser do tipo microvesicular).
Qualquer tipo de rocha ígnea, incluindo os traquitos, andesitos, basaltos, dacitos e riólitos, pode dar origem a pedras-pomes, desde que a erupção seja suficientemente explosiva para ejectar rapidamente os materiais e a lava seja rica em gases dissolvidos. Contudo, dada a maior abundância e riqueza em gases, são as erupções de carácter traquítico e riolítico as que maiores volumes de materiais pomíticos produzem.
Quando a quantidade de gases vulcânicos é muito grande, o que normalmente implica erupções de grande explosividade, forma-se um pó fino muito leve, denominado pumicite, que sob a forma de cinzas vulcânicas é facilmente transportado pelos ventos, entrando na circulação geral da atmosfera e sendo por vezes depositado a milhares de quilómetros do centro eruptivo.
Por não ter estrutura cristalina, a pedra-pomes é considerada um vidro vulcânico, a par da obsidiana. A sua cor e densidade variam com as características de composição da lava, a riqueza em gás e a velocidade de ejecção na atmosfera.
A cor das pedras-pomes vai desde o branco ao negro azulado, passando pelo avermelhado e pelo amarelo vivo. Contudo, como regra, quanto mais félsica a lava, isto é, quanto mais rica em sílica, mais clara e leve é a pedra-pomes formada. Erupções traquíticas tendem a produzir pedra-pomes branca ou amarelada de muito baixa densidade (flutua na água, o que torna as formações deste tipo fortemente susceptíveis à erosão). Pedras-pomes formadas a partir de lavas basálticas são em geral escuras e densas, dada a menor riqueza em gases e a baixa velocidade de emissão das lavas.
Dada a sua baixa densidade, a pedra-pomes flutua, sendo comum o aparecimento de massas de pedra-pomes flutuante após erupções vulcânicas ou em consequência de movimentos de massa, em geral produzidos pela erosão marinha, que provoquem o desabamento de depósitos piroclásticos constituídos por pomes para o mar ou para os cursos de água.
Mesmo erupções inicialmente submarinas podem produzir grandes volumes de materiais pomíticos uma vez atingida a superfície e iniciada a fase sub-aérea. As jangadas de pomes criadas, às vezes contendo enormes volumes de pedra-pomes, podem ser um perigo para a navegação.

## Propriedades
A pedra-pomes é composta por vidro vulcânico piroclástico de microvesicular, cujas bolhas têm paredes muito finas e translúcidas de rocha ígnea do tipo extrusivo. Esta rocha geralmente é formada, embora não exclusivamente, por material de composição silícica (félsica) a intermédia (riolítica, dacítica, andesítica, pantelerítica, fonolítica ou traquítica), mas são conhecidos casos de formação de materiais pomíticos a partir de lavas basálticas e de outras composições mais ou menos máficas.
A pedra-pomes é geralmente de cor clara, variando do branco ou creme ao azulado e ao cinzento, mas existem variedades verde-acastanhadas e pretas. Forma-se quando os gases vulcânicos exsolvem de magmas viscosos, formando bolhas que permanecem aprisionadas na lava quando esta  esfria e solidifica num vidro vulcânico. A pedra-pomes é um produto comum das erupções explosivas (plinianas e produtoras de ignimbritos), ocorrendo com maior frequência nas parte superiores das massas de lava silícica. A pedra-pomes tem uma porosidade média de 90%, pelo que inicialmente flutua na água.
Os materiais pomíticos são considerados vidros vulcânicos por serem constituídos quase integralmente por materiais amorfos (vítreos), embora possam apresentar pequenas incrustações com estrutura cristalina.
Os materiais pomíticos variam em densidade em função da espessura do material sólido que forma a parede da bolhas, sendo que na maioria dos casos tem densidade inferior à da água.
Após a explosão de Krakatoa, jangadas de pedra-pomes andaram à deriva pelo Oceano Pacífico durante pelo menos 20 anos, com troncos de árvore flutuando entre o material pomítico. Estas jangadas servem de veículo de dispersão biológica e de apoio a múltiplas espécies marinhas. Em 1979, 1984 e 2006, erupções do vulcão das ilhas Vava'u, um vulcão submarino situado nas proximidades de Tonga, criou grandes jangadas de material pomítico, algumas com mais de 30 km de largura, que flutuaram por centenas de quilómetros até Fiji.
São conhecidas duas formas básicas de vesículas nos materiais pomíticos: (1) a mais comum, microvesículas tubulares, mais ou menos elongadas, que dão origem a materiais pomíticos de textura acetinada ou fibrosa; e (2) a forma menos comum, microvesículas sub-esféricas a esféricas que resultam da existência de altas pressões de vapor no momento da erupção. A elongação das microvesículas resulta do efeito de ductilidade induzido pela conduta por onde os materiais são ejectados ou, no caso das lavas pomíticas, durante o fluxo da escoada lávica.

### Pumicite
Quando estão presentes grandes volumes de gases e a ejecção das lavas se faz muito rapidamente e de forma explosiva, o resultado é a produção de uma variedade de material pomítico natural de granulometria muito fina conhecido por «pumicite». Este material, dada a sua baixa densidade e pequenas dimensões das partículas, maioritariamente sub-microscópicas, forma densas nuvens de poeiras que podem recobrir extensas regiões e ser depositadas a muitos milhares de quilómetros do local da erupção.
Para além da pumicite natural, existe pumicite artificial resultante da moenda de pedra-pomes por meios industriais.
Ambas as variedades, a natural e a artificial, têm múltiplas aplicações industriais, especialmente como abrasivo moderado, sendo utilizadas desde a indústria dos cosméticos até ao polimento de metais e à limpeza industrial.

### Diferenças em relação às escórias
A escória vulcânica difere da pedra-pomes por ser mais densa. As vesículas muito maiores, geralmente macroscópicas, e as paredes muito mais espessas levam a densidades muito maiores do que as que ocorrem nos materiais pomíticos, o que impede a flutuação em água. Esta diferença resulta da menor viscosidade da lava, a qual permite a libertação de boa parte dos gases e dificulta a formação da estrutura coloidal subjacente à formação das verdadeiras rochas pomíticas. Como a viscosidade dos magmas e lavas depende fortemente do teor em sílica, as escórias tendem a apresentar coloração mais escura, dado serem em geral derivadas de materiais máficos, com muito maior teor em compostos ferromagnesianos.

## Utilização
A pedra-pomes é um importante inerte utilizado em construção civil como material de aterro ou preenchimento (no que tem óptimas condições térmicas e de baixo peso), e como aditivo em betões. Quando utilizado em substituição das britas produz um betão de baixa densidade, embora com baixa resistência à compressão. Quando usado como aditivo ao cimento, sob a forma de uma pozzolana de granulometria muito fina produzida pela trituração da bagacina, produz um cimento leve e plástico, muito utilizado em rebocos e revestimentos. Uma forma de cimento pozolânico (cementizio) já era utilizada pelos romanos há 2 500 anos.
A pedra-pomes é amplamente usada para produzir argamassas ou isolantes térmicos aligeirados dada a sua baixa densidade. É também utilizada na produção de blocos de cimento aligeirados para utilização em alvenarias. Quando usada como um aditivo para cimento, uma versão refinada de pedra-pomes chamada pozolana é misturada com cal para formar um betão suave com consistência semelhante a gesso. Esta forma de betão foi utilizada desde o tempos dos romanos. Os engenheiros romanos utilizaram este material para construir a enorme cúpula do Panteão e como material de construção para muitos aquedutos.
Granulados feitos de pedra-pomes ou pumicite são frequentemente usados como abrasivo, especialmente em polimentos, borrachas de lápis, cosméticos esfoliantes e na produção de calças lavadas à pedra.
A pedra-pomes é também utilizada como abrasivo em cosméticos para aumentar o poder de limpeza de sabões e detergentes e como material base de produtos esfoliantes da pele. Sem qualquer tratamento industrial, foi muito usada para raspar as calosidades dos pés. Derivados industriais de materiais pomíticos, também designados por "pedra-pomes", são frequentemente utilizados em salões de beleza durante o processo de pedicure para remover o excesso de pele seca da parte inferior do pé, bem como calos. A pedra-pomes foi também usada na Antiguidade Clássica Europeia pelos gregos e romanos para remover o excesso de pelos. Pumicite muito fina é adicionada a algumas pastas de dentes e produtos para limpeza das mãos (tais como o sabão lava) como um abrasivo suave.
Algumas marcas de banhos de areia para chinchilas e outros animais domésticos são feitas de pedra-pomes em pó.
A pedra-pomes também é usada como substrato de crescimento para o crescimento de culturas hortícolas. Pedra-pomes moída é utilizada como aditivo condicionador das características físico-químicas do solo, utilizado para melhorar as condições de arejamento das raízes das plantas. É também utilizada como meio de cultura em hidroponia, substituindo o solo.
Em resultado da grande procura de pedra-pomes para filtração de água, contenção de derrames de produtos químicos, manufactura de cimentos, horto-floricultura e, de forma crescente, para uso de animais de companhia, a extracção de materiais pomíticos em zonas ambientalmente sensíveis tem atraído a atenção dos reguladores e do público. Uma operação de extracção foi parada no estado norte-americano de Oregon, em Rock Mesa, na parte meridional da Three Sisters Wilderness.

## Galeria

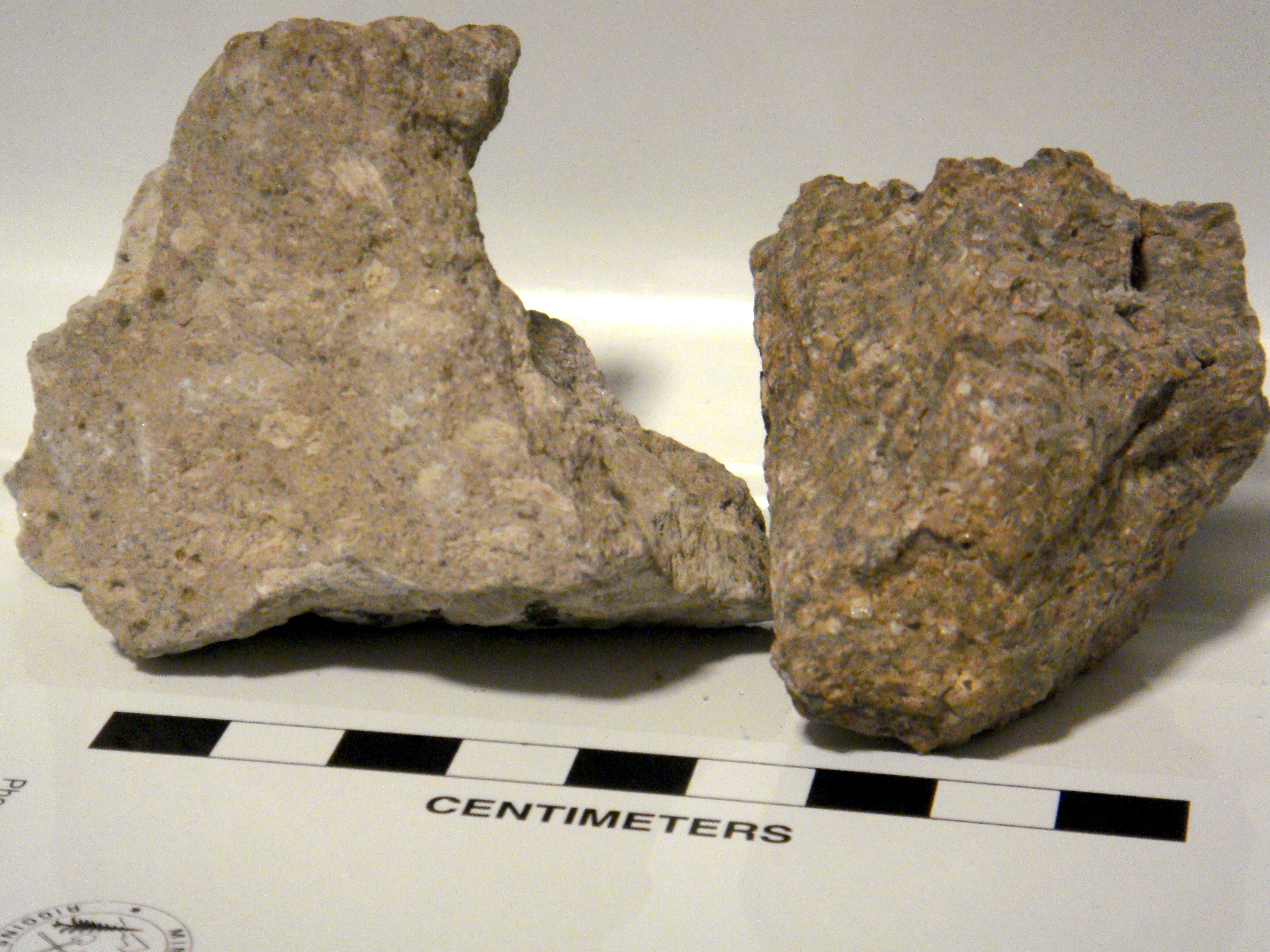
Rochas de Bishop Tuff, Califórnia (à esquerda pedra-pomes não comprimida; à direita comprimida com fiamme).
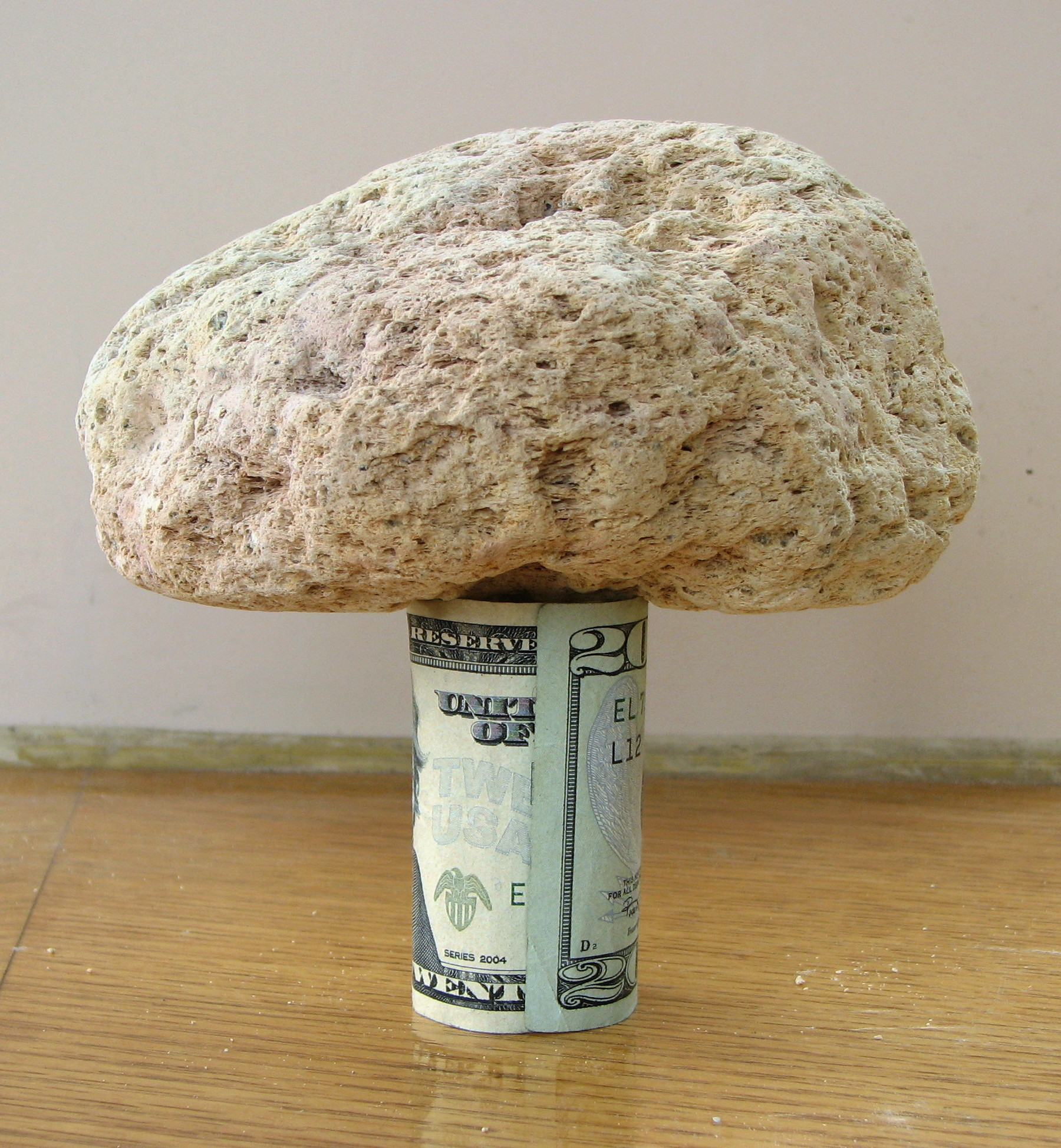
Um seixo de pedra-pomes com 15 cm de diâmetro assente sobre uma nota de US$20 enrolada, demonstrando a baixa densidade do material.
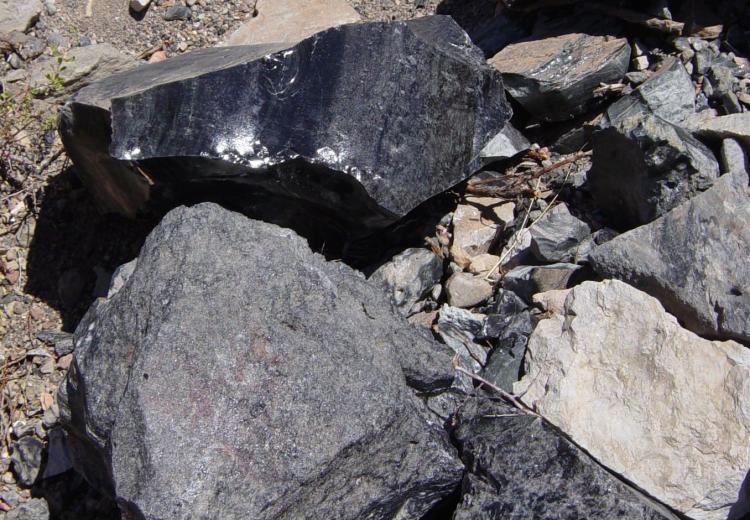
Obsidiana (brilhante), pedra-pomes (acinzentada, à frente) e riólito (claro, à direita)
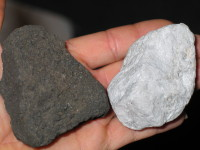
Pedra-pomes de colorações extremas.
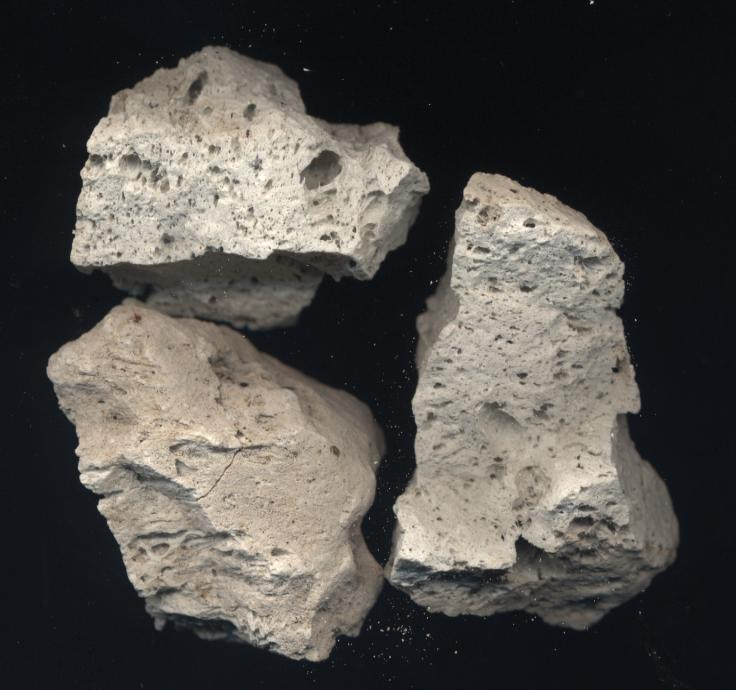
Estrutura porosa (em forma de espuma) da pedra-pomes.
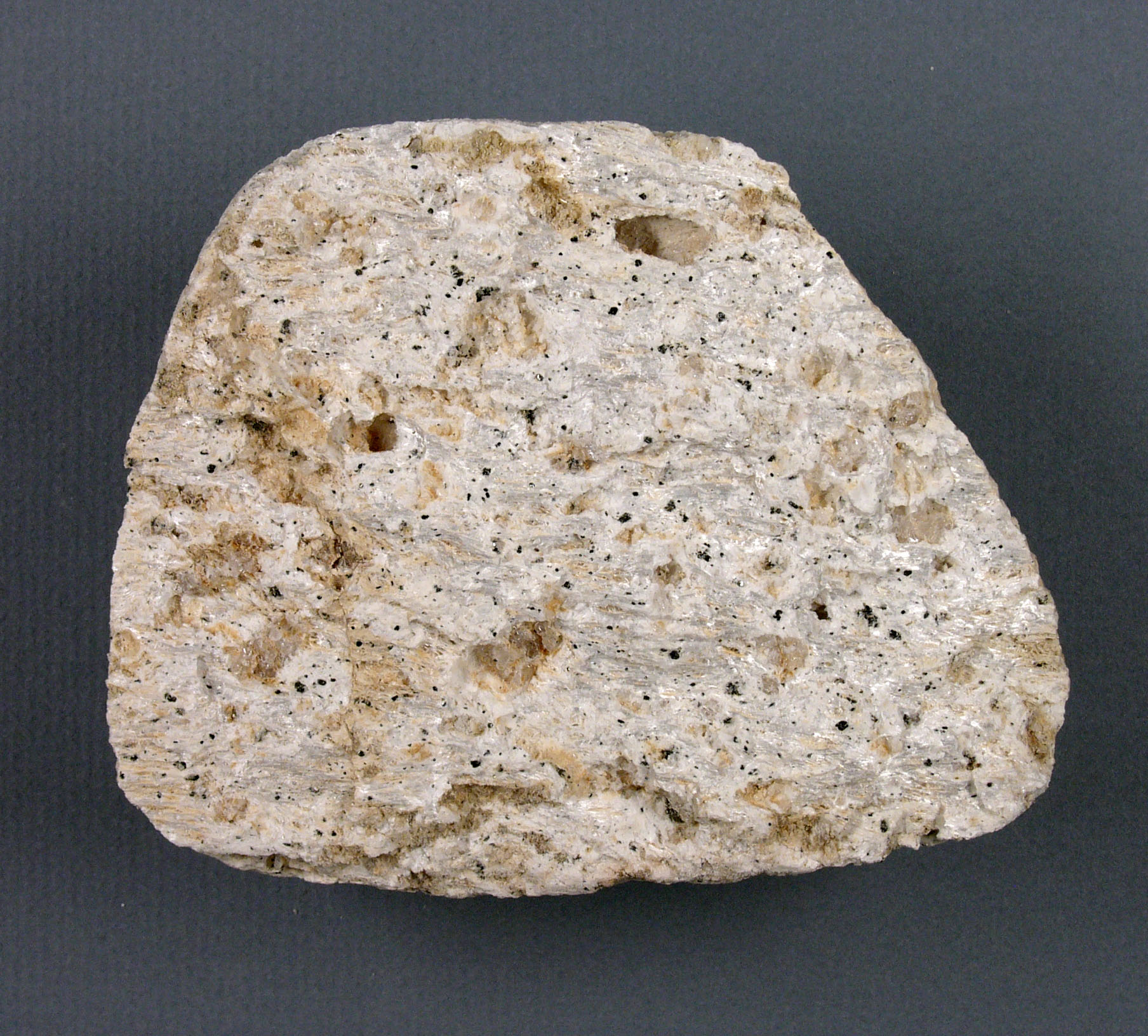
Pedra-pomes de Kos (Grécia).

## Literatura
- Armin Neunast, Josef Theiner: Bims. Bauen mit Bimsbaustoffen. R. Müller, Köln-Braunsfeld 1981, ISBN 3-481-15631-6.
- (em alemão) Hugo Blümner: Bimsstein. In: Realencyclopädie der classischen Altertumswissenschaft (RE). Vol. III,1, Stuttgart 1897, Col. 473–474.
- Marcus Vitruvius Pollio: Zehn Bücher über Architektur. 3. Auflage, Nachdruck. Übersetzt und erläutert von Jakob Prestel. Koerner, Baden-Baden 1987, ISBN 3-87320-801-6.
- Dr. Hildegard Brog: Vom Naturphänomen zum Wirtschaftswunder. Geschichte der Bimsindustrie. Mercator-Verlag, Duisburg 2013, ISBN 978-3-87463-529-5.